# Agrocybe praecox
Agrocybe praecox là một loài nấm ăn được xuất hiện vào đầu năm nay trong rừng, vườn và ruộng. Theo phân loại hiện đại, nó chỉ là một trong một nhóm các loài tương tự liên quan chặt chẽ được gọi là phức hợp Agrocybe praecox. Nó được tìm thấy ở châu Âu, Bắc Phi và Bắc Mỹ.

## Mô tả
A. praecox thuộc về một nhóm các loài khó khăn để phân biệt một cách nhất quán. Mô tả sau đây kết hợp một số tài liệu tham khảo.
- Mũ nấm: cao đến 8 cm, lồi, mịn, màu be nâu khi khô vàng khi ẩm.
- Mang nấm: ban đầu màu trắng, màu nâu khi già
- Chân nấm: nhạt; khá dày (lên đến khoảng 1 cm) với một vòng nhẫn mỏng, thường thấy sợi nấm ở gốc
- Bào tử:8-10 x 5–7 mm, ellipsoid, màu nâu sẫm (en masse).
- Môi trường sống: Trong cỏ hoặc các mảnh vụn gỗ.
- Mùa: thường quan sát thấy vào mùa xuân, nhưng cũng có thể xuất vào mùa hè và mùa thu.